# Ithomia zikani
Ithomia zikani är en fjärilsart som beskrevs av D'almeida 1940. Ithomia zikani ingår i släktet Ithomia och familjen praktfjärilar. Inga underarter finns listade i Catalogue of Life.